# A las cinco en el Astoria
Albums de La Oreja de Van Gogh
LOVG - Grándes éxitos Nuestra Casa a la Izquierda del Tiempo
A las cinco en el Astoria est le cinquième album de La Oreja de Van Gogh, sorti en 2008.

## Titres
1. El Último Vals [Album Version] (La dernière valse) 3:24
2. Inmortal [Album Version] (Immortel) 4:06
3. Jueves (11 de Marzo) [Album Version] (Jeudi (11 mars)) 3:59
4. Más [Album Version] (Plus) 4:07
5. Cumplir Un Año Menos [Album Version] (Fêter un an de moins) 3:33
6. Europa VII [Album Version] (Europe VII) 3:58
7. La Visita [Album Version] (La Visite) 3:25
8. Sola [Album Version] (Seule) 3:40
9. Palabras Para Paula [Album Version] (Mots pour Paula) 4:17
10. Flores En La Orilla [Album Version] (Des fleures sur le bord) 3:09
11. Un Cuento Sobre El Agua [Album Version] (Un conte sur l'eau) 3:44
12. La primera Versión [Album Version]+ Bonustrack (La première version) 9:40